# Steven Severin
Steven Severin (nacido como Steven John Bailey Highgate, Surrey, 25 de septiembre de 1955, aunque también conocido por su diminutivo Steve Severin) es bajista, arreglista, productor, programador y compositor inglés, conocido por ser integrante de la banda de post-punk, Siouxsie And The Banshees. Asimismo, Severin fue cofundador de dicha banda junto con Siouxsie Sioux a mediados de la década de 1970. 
Severin también formó parte del combo, The Glove que fundó con Robert Smith, líder, vocalista y guitarrista del grupo The Cure. La trayectoria del grupo tan solo incluyó su álbum Blue Sunshine, publicado en 1983.

## Discografía

### Con Siouxsie & The Banshees
Álbumes de estudio
- The Scream (1978)
- Join Hands (1979)
- Kaleidoscope (1980)
- Juju (1981)
- A Kiss in the Dreamhouse (1982)
- Hyæna (1984)
- Tinderbox (1986)
- Through the Looking Glass (1987)
- Peepshow (1988)
- Superstition (1991)
- The Rapture (1995)

Álbumes en directo
- Nocturne (1983)
- Seven Year Itch (2003)
- At The BBC (3cds + 1 DVD) (2009)

Recopilatorios
- Once Upon A Time - The Singles (1981)
- Twice Upon A Time - The Singles (1992)
- The Best Of Siouxsie and the Banshees (2002)
- Downside Up: B-Sides and Rarities (2004)
- Classic Selection Album - volume 1 (6 CD Box-Set) (2016)
- Classic Selection Album - volume 2 (6 CD Box-Set) (2016)

DVD
- Seven Year Itch (2003)
- Nocturne [London 1983] (2006)

### Con The Glove
Álbumes de estudio
- Blue Sunshine (1983)

### En solitario
Álbumes de estudio
- Visions (1998)
- Maldoror (1999)
- The Woman in the Dunes (2000)
- UnisexDreamSalon (2001)
- London Voodoo (Original Soundtrack) (2004)
- Beauty & The Beast (2005)
- Nature Morte (Original Soundtrack) (2006)
- Music for Silents (2008)
- Eros Plus Massacre (2009)
- Blood of a Poet (2010)
- Vampyr (2011)
- The Vril Harmonies(2017)
- Innocence and Blood (con The Black Dog) (2017)
- International Klein Blue (2017)
- Black Matter For The King (2019)